# Wola Bachorska
Wola Bachorska – wieś w Polsce położona w województwie łódzkim, w powiecie łaskim, w gminie Buczek.
| SIMC    | Nazwa     | Rodzaj                          |
| ------- | --------- | ------------------------------- |
| 0700743 | Nowa Wola | część wsi (zniesiona z 2023 r.) |

W latach 1975–1998 miejscowość administracyjnie należała do województwa sieradzkiego.